# Lijst van voetbalinterlands Tsjecho-Slowakije - Turkije
.Deze lijst van voetbalinterlands is een overzicht van alle officiële voetbalwedstrijden tussen de nationale teams van Tsjecho-Slowakije en Turkije. De landen speelden in totaal tien keer tegen elkaar. De eerste ontmoeting, een wedstrijd tijdens de Olympische Zomerspelen 1924, werd gespeeld in Parijs (Frankrijk) op 25 mei 1924. Het laatste duel, een kwalificatiewedstrijd voor het Wereldkampioenschap voetbal 1982, vond plaats op 15 april 1981 in Istanboel.

## Wedstrijden
| №  | Plaats     | Datum            | Competitie           | Wedstrijd                   | Uitslag |
| -- | ---------- | ---------------- | -------------------- | --------------------------- | ------- |
| 1  | Parijs     | 25 mei 1924      | OS 1924              | Tsjecho-Slowakije – Turkije | 5 – 2   |
| 2  | Praag      | 25 november 1956 | Vriendschappelijk    | Tsjecho-Slowakije – Turkije | 1 – 1   |
| 3  | Istanboel  | 18 december 1958 | Vriendschappelijk    | Turkije – Tsjecho-Slowakije | 1 – 0   |
| 4  | Istanboel  | 9 oktober 1965   | WK 1966 kwalificatie | Turkije – Tsjecho-Slowakije | 0 – 6   |
| 5  | Brno       | 21 november 1965 | WK 1966 kwalificatie | Tsjecho-Slowakije – Turkije | 3 – 1   |
| 6  | Bratislava | 18 juni 1967     | EK 1968 kwalificatie | Tsjecho-Slowakije – Turkije | 3 – 0   |
| 7  | Ankara     | 15 november 1967 | EK 1968 kwalificatie | Turkije – Tsjecho-Slowakije | 0 – 0   |
| 8  | Bratislava | 7 september 1977 | Vriendschappelijk    | Tsjecho-Slowakije – Turkije | 1 – 0   |
| 9  | Praag      | 3 december 1980  | WK 1982 kwalificatie | Tsjecho-Slowakije – Turkije | 2 – 0   |
| 10 | Istanboel  | 15 april 1981    | WK 1982 kwalificatie | Turkije – Tsjecho-Slowakije | 0 – 3   |

## Samenvatting
| Competitie        | Totaal gespeeld | Winst Tsjecho-Slowakije | Gelijk | Winst Turkije | Doelsaldo Tsjecho-Slowakije – Turkije |
| ----------------- | --------------- | ----------------------- | ------ | ------------- | ------------------------------------- |
| WK-kwalificatie   | 4               | 4                       | 0      | 0             | 14 − 1                                |
| EK-kwalificatie   | 2               | 1                       | 1      | 0             | 3 − 0                                 |
| Olympische Spelen | 1               | 1                       | 0      | 0             | 5 − 2                                 |
| Vriendschappelijk | 3               | 1                       | 1      | 1             | 2 − 2                                 |
| Totaal            | 10              | 7                       | 2      | 1             | 24 − 5                                |